# Ian Ciantar
Ian Ciantar (19 dicembre 1975) è un ex calciatore maltese, di ruolo difensore.

## Carriera

### Nazionale
Ha collezionato 23 presenze con la propria Nazionale.

## Statistiche

### Cronologia presenze e reti in Nazionale
| Cronologia completa delle presenze e delle reti in nazionale ― Malta | Cronologia completa delle presenze e delle reti in nazionale ― Malta | Cronologia completa delle presenze e delle reti in nazionale ― Malta | Cronologia completa delle presenze e delle reti in nazionale ― Malta | Cronologia completa delle presenze e delle reti in nazionale ― Malta | Cronologia completa delle presenze e delle reti in nazionale ― Malta | Cronologia completa delle presenze e delle reti in nazionale ― Malta | Cronologia completa delle presenze e delle reti in nazionale ― Malta |
| Data                                                                 | Città                                                                | In casa                                                              | Risultato                                                            | Ospiti                                                               | Competizione                                                         | Reti                                                                 | Note                                                                 |
| -------------------------------------------------------------------- | -------------------------------------------------------------------- | -------------------------------------------------------------------- | -------------------------------------------------------------------- | -------------------------------------------------------------------- | -------------------------------------------------------------------- | -------------------------------------------------------------------- | -------------------------------------------------------------------- |
| 15-8-2001                                                            | Sarajevo                                                             | Bosnia ed Erzegovina                                                 | 2 – 0                                                                | Malta                                                                | Amichevole                                                           | -                                                                    | 46’                                                                  |
| 1-9-2001                                                             | Ta' Qali                                                             | Malta                                                                | 0 – 2                                                                | Bulgaria                                                             | Qual. Mondiali 2002                                                  | -                                                                    | 67’                                                                  |
| 5-9-2001                                                             | Teplice                                                              | Rep. Ceca                                                            | 3 – 2                                                                | Malta                                                                | Qual. Mondiali 2002                                                  | -                                                                    | 87’                                                                  |
| 11-2-2002                                                            | Ta' Qali                                                             | Malta                                                                | 1 – 1                                                                | Lituania                                                             | Amichevole                                                           | -                                                                    |                                                                      |
| 13-2-2002                                                            | Ta' Qali                                                             | Malta                                                                | 3 – 0                                                                | Moldavia                                                             | Amichevole                                                           | -                                                                    | 87’                                                                  |
| 27-3-2002                                                            | Ta' Qali                                                             | Malta                                                                | 1 – 1                                                                | Andorra                                                              | Amichevole                                                           | -                                                                    |                                                                      |
| 17-4-2002                                                            | Ta' Qali                                                             | Malta                                                                | 1 – 0                                                                | Azerbaigian                                                          | Amichevole                                                           | -                                                                    |                                                                      |
| 12-2-2003                                                            | Ta' Qali                                                             | Malta                                                                | 2 – 2                                                                | Kazakistan                                                           | Amichevole                                                           | -                                                                    |                                                                      |
| 29-3-2003                                                            | Lens                                                                 | Francia                                                              | 6 – 0                                                                | Malta                                                                | Qual. Euro 2004                                                      | -                                                                    |                                                                      |
| 30-4-2003                                                            | Ta' Qali                                                             | Malta                                                                | 1 – 3                                                                | Slovenia                                                             | Qual. Euro 2004                                                      | -                                                                    | 48’                                                                  |
| 9-10-2004                                                            | Ta' Qali                                                             | Malta                                                                | 0 – 0                                                                | Islanda                                                              | Qual. Mondiali 2006                                                  | -                                                                    |                                                                      |
| 13-10-2004                                                           | Sofia                                                                | Bulgaria                                                             | 4 – 1                                                                | Malta                                                                | Qual. Mondiali 2006                                                  | -                                                                    |                                                                      |
| 17-11-2004                                                           | Ta' Qali                                                             | Malta                                                                | 0 – 2                                                                | Ungheria                                                             | Qual. Mondiali 2006                                                  | -                                                                    |                                                                      |
| 17-8-2005                                                            | Ta' Qali                                                             | Malta                                                                | 1 – 1                                                                | Irlanda del Nord                                                     | Amichevole                                                           | -                                                                    | 62’                                                                  |
| 3-9-2005                                                             | Budapest                                                             | Ungheria                                                             | 4 – 0                                                                | Malta                                                                | Qual. Mondiali 2006                                                  | -                                                                    | 85’                                                                  |
| 7-9-2005                                                             | Ta' Qali                                                             | Malta                                                                | 1 – 1                                                                | Croazia                                                              | Qual. Mondiali 2006                                                  | -                                                                    | 72’                                                                  |
| 12-10-2005                                                           | Ta' Qali                                                             | Malta                                                                | 1 – 1                                                                | Bulgaria                                                             | Qual. Mondiali 2006                                                  | -                                                                    |                                                                      |
| 1-3-2006                                                             | Ta' Qali                                                             | Malta                                                                | 0 – 2                                                                | Georgia                                                              | Amichevole                                                           | -                                                                    | Ammonizione                                                          |
| 4-6-2006                                                             | Düsseldorf                                                           | Giappone                                                             | 1 – 0                                                                | Malta                                                                | Amichevole                                                           | -                                                                    |                                                                      |
| 15-8-2006                                                            | Bratislava                                                           | Slovacchia                                                           | 3 – 0                                                                | Malta                                                                | Amichevole                                                           | -                                                                    |                                                                      |
| 2-9-2006                                                             | Ta' Qali                                                             | Malta                                                                | 2 – 5                                                                | Bosnia ed Erzegovina                                                 | Qual. Euro 2008                                                      | -                                                                    | 46’                                                                  |
| 6-9-2006                                                             | Francoforte                                                          | Turchia                                                              | 2 – 0                                                                | Malta                                                                | Qual. Euro 2008                                                      | -                                                                    | 77’                                                                  |
| 7-2-2007                                                             | La Valletta                                                          | Malta                                                                | 1 – 1                                                                | Austria                                                              | Amichevole                                                           | -                                                                    | 87’                                                                  |
| Totale                                                               |                                                                      | Presenze                                                             | 23                                                                   |                                                                      | Reti                                                                 | 0                                                                    |                                                                      |